# Tagelus californianus
Tagelus californianus är en musselart som först beskrevs av Conrad 1837.  Tagelus californianus ingår i släktet Tagelus och familjen Solecurtidae. Inga underarter finns listade i Catalogue of Life.